# Западнолички залив
Западнолички залив (рус. Губа Западная Лица) уски је и дубоки залив фјордовског типа на северној обали Мурманске области Русије, у акваторији Баренцовог мора. Представља субакваторију Мотовског залива. Залив се налази на централном делу Мурманске обале и један је од највећих у том делу Мурманске области (заједно са Печеншким, Урским и Кољским заливом). Максимална дужина залива је око 17 km, ширина до 1,8 km, а дубина воде у заливу иде до 98 метара у северном, те до 84 метра у јужном делу.
Његове обале су јако разуђене, стеновите и стрме са висинама од 120 до 170 метара. Најважнија река која се улива у залив је Западна Лица, а у источном делу улива се и Мала Лица. На улазу у залив налази се малено острво Кувшин (дужине 1,1 км).
Залив административно припада Заозјорском градском округу. На његовим обалама се налази неколико војних база Северне флоте Руске ратне морнарице.